# Jaume Viladrich Gaspar
Jaume Viladrich Gaspar, también conocido como Jaime Viladrich y Gaspar (Clará, 14 de enero de 1865 - Valfermoso de Tajuña, 20 de septiembre de 1926), obispo preconizado de Vic, fue un obispo español, obispo titular de Tricomía y auxiliar de Burgos (1921-26).

## Biografía
Nació en la entidad de población de Clará, ubicada en el municipio ilerdense de Castellar de la Ribera en la comarca del Solsonés.
Cursó sus estudios en el Seminario de Solsona y obtuvo en Tarragona el doctorado en Derecho Canónico y la licenciatura en Sagrada Teología.
Ordenado presbítero en 1888, inició su carrera eclesiástica en Solsona donde coincidió con la restauración de la diócesis durante la administración apostólica de los obispos Josep Morgades, Ramon Riu Cabanes y Juan Benlloch. En esta etapa fue profesor del Seminario Diocesano (1888-1907), fiscal de la Curia Eclesiástica (1895-1909), secretario de Cámara y de Gobierno de la diócesis (1900-01), vicario general y delegado general de capellanías (1901-07) y canónigo doctoral por oposición (1904-10). Además, fue fundador del Museo Diocesano de Solsona y autor de algunos estudios sobre historia y arqueología entre los que destaca la que se considera la primera monografía artística sobre el Santuario del Miracle, en Riner.
A la diócesis de Urgel, se convirtió en el vicario general (1901) del obispo Riu y Cabanas cuando este fue trasladado a la Seo de Urgel. Más adelante, entre 1907 y 1919, fue la mano derecha del obispo Juan Benlloch. Durante su episcopado fue profesor del Seminario y prefecto de estudios y ocupó los cargos de vicario general, provisor y delegado general de capellanías. Fue miembro del cabildo catedralicio con los cargos de arcediano y vicario capitular y también fue el delegado permanente para los asuntos políticos de Andorra y juez supremo de las causas civiles del Principado de Andorra.
En mayo de 1910, el papa Pío X le otorgó la dignidad de prelado doméstico de Su Santidad.
Cuando el cardenal Benlloch fue elevado a Burgos, lo acompañó como vicario general de la archidiócesis.
El 26 de junio de 1921 fue nombrado obispo titular de Tricomía y auxiliar de Burgos por parte del papa Benedicto XV y recibió la consagración episcopal el día 25 de julio. El 10 de mayo de 1926 fue preconizado obispo de Vic por Pío XI.
Murió súbitamente el 20 de septiembre de 1926, pocos meses después de su nombramiento como obispo de Vic, en el convento de hermanas benedictinas de Valfermoso dónde acudió a visitar a su hermana y lugar en el que fue enterrado.

## Obra
- 1897: Memoria histórico-descriptiva de la imagen y Santuario de Nuestra Señora del Milagro, de Riner (Obispado de Solsona). Lérida: Academia Bibliográfico-Mariana.[6]